# Uruguay en la Copa Mundial de Fútbol Sub-20 de 2013
La Selección de Uruguay fue uno de los 24 equipos participantes en la Copa Mundial de Fútbol Sub-20 de 2013, torneo que se llevó a cabo entre el 21 de junio y el 13 de julio de 2013 en Turquía.
En el sorteo la Selección de Uruguay quedó emparejada en el Grupo F junto con Croacia, con quien debutó, Nueva Zelanda y Uzbekistán.
A pesar de haber perdido su primer partido, logró clasificarse como segundo del grupo, y continuar adelante en la copa.
En esta competición, logró la medalla de plata, al perder la final con Francia.

## Jugadores
Datos correspondientes a la situación previa al torneo.
| #  | Nombre                 | Posición      | Edad | Club              |
| -- | ---------------------- | ------------- | ---- | ----------------- |
| 1  | Jonathan Cubero        | Portero       | 19   | Cerro             |
| 2  | Emiliano Velázquez     | Defensa       | 19   | Danubio           |
| 3  | Gastón Silva           | Defensa       | 19   | Defensor Sporting |
| 4  | Guillermo Varela       | Defensa       | 20   | Peñarol           |
| 5  | Jim Varela             | Mediocampista | 18   | Peñarol           |
| 6  | Maximiliano Amondarain | Defensa       | 20   | Nacional          |
| 7  | Leonardo Pais          | Mediocampista | 18   | Defensor Sporting |
| 8  | Sebastián Cristóforo   | Mediocampista | 19   | Peñarol           |
| 9  | Diego Rolán            | Delantero     | 20   | Defensor Sporting |
| 10 | Giorgian De Arrascaeta | Mediocampista | 19   | Defensor Sporting |
| 11 | Nicolás López          | Delantero     | 19   | Roma              |
| 12 | Guillermo De Amores    | Portero       | 18   | Liverpool         |
| 13 | Diego Laxalt           | Mediocampista | 20   | Defensor Sporting |
| 14 | Gonzalo Bueno          | Delantero     | 20   | Nacional          |
| 15 | Gino Acevedo           | Mediocampista | 20   | Defensor Sporting |
| 16 | Lucas Olaza            | Mediocampista | 18   | River Plate       |
| 17 | Gianni Rodríguez       | Defensa       | 19   | Danubio           |
| 18 | Rubén Bentancourt      | Delantero     | 20   | PSV Eindhoven     |
| 19 | José Giménez           | Defensa       | 18   | Danubio           |
| 20 | Felipe Avenatti        | Delantero     | 20   | River Plate       |
| 21 | Washington Aguerre     | Portero       | 20   | Peñarol           |
| -  | Juan Verzeri           | D. T.         | 50   |                   |

## Participación

### Fase de grupos
| Equipo        | Pts | PJ | PG | PE | PP | GF | GC | Dif |
| ------------- | --- | -- | -- | -- | -- | -- | -- | --- |
| Croacia       | 7   | 3  | 2  | 1  | 0  | 4  | 2  | 2   |
| Uruguay       | 6   | 3  | 2  | 0  | 1  | 6  | 1  | 5   |
| Uzbekistán    | 4   | 3  | 1  | 1  | 1  | 4  | 5  | -1  |
| Nueva Zelanda | 0   | 3  | 0  | 0  | 3  | 1  | 7  | -6  |

| 23 de junio de 2013, 20:00 | Uruguay | 0:1 (0:1) | Croacia   | Estadio Bursa Atatürk, Bursa                            |                                                         |
|                            |         | Reporte   | Rebić 41' | Asistencia: 3 597 espectadores Árbitro(s): Néant Alioum | Asistencia: 3 597 espectadores Árbitro(s): Néant Alioum |

| 26 de junio de 2013, 18:00 | Nueva Zelanda | 0:2 (0:1) | Uruguay                      | Estadio Bursa Atatürk, Bursa                              |                                                           |
|                            |               | Reporte   | de Arrascaeta 4' · López 75' | Asistencia: 3393 espectadores Árbitro(s): Alberto Undiano | Asistencia: 3393 espectadores Árbitro(s): Alberto Undiano |

| 29 de junio de 2013, 18:00 | Uzbekistán | 0:4 (0:1) | Uruguay                                                       | Estadio de la Universidad Akdeniz, Antalya               |                                                          |
|                            |            | Reporte   | Acevedo 38' · López 47' · De Arrascaeta 64' · Bentancourt 77' | Asistencia: 2 785 espectadores Árbitro(s): Viktor Kassai | Asistencia: 2 785 espectadores Árbitro(s): Viktor Kassai |

### Octavos de final
| 2 de julio de 2013, 21:00 | Nigeria    | 1:2 (0:0) | Uruguay              | Türk Telekom Arena, Estambul                             |                                                          |
|                           | Kayode 69' | Reporte   | López 65' 84' (pen.) | Asistencia: 7 211 espectadores Árbitro(s): Milorad Mazic | Asistencia: 7 211 espectadores Árbitro(s): Milorad Mazic |

### Cuartos de final
| 6 de julio de 2013, 21:00 | Uruguay       | 1:0     | España | Estadio Bursa Atatürk, Bursa                              |                                                           |
|                           | Avenatti 103' | Reporte |        | Asistencia: 7 035 espectadores Árbitro(s): Roberto García | Asistencia: 7 035 espectadores Árbitro(s): Roberto García |

### Semifinal
| 10 de julio de 2013, 21:00 | Irak                                                                       | 1:1 (1:1, 1:0) (6:7 p.)    | Uruguay                                                                 | Estadio Hüseyin Avni Aker, Trabzon                        |                                                           |
|                            | Ali A. 34'                                                                 | Reporte                    | Bueno 87'                                                               | Asistencia: 3 188 espectadores Árbitro(s): Jonas Eriksson | Asistencia: 3 188 espectadores Árbitro(s): Jonas Eriksson |
|                            |                                                                            | Tiros desde el punto penal |                                                                         |                                                           |                                                           |
|                            | - Ali F. - Mohammed J. S. - Ihab - Humam - Ali A. - Mohanad - Mahdi - Saif |                            | - Rodríguez - Pais - Avenatti - Bueno - López - Rolán - Giménez - Silva |                                                           |                                                           |

### Final
| 13 de julio de 2013, 21:00 | Francia                                | 0:0 (4:1 p.)               | Uruguay                             | Türk Telekom Arena, Estambul                               |                                                            |
|                            |                                        | Reporte                    |                                     | Asistencia: 20 601 espectadores Árbitro(s): Roberto García | Asistencia: 20 601 espectadores Árbitro(s): Roberto García |
|                            |                                        | Tiros desde el punto penal |                                     |                                                            |                                                            |
|                            | - Pogba - Vertout - Ngando - Foulquier |                            | - Velázquez - De Arrascaeta - Olaza |                                                            |                                                            |

## Estadísticas

### Participación de jugadores
| #  | Pos        | Jugador             | PJ | Minutos Jugados | Goles recibidos | Atajos | Tarjetas Amarillas | Doble Tarjeta Amarilla y Roja | Tarjetas Rojas |
| -- | ---------- | ------------------- | -- | --------------- | --------------- | ------ | ------------------ | ----------------------------- | -------------- |
| 1  | Guardameta | Jonathan Cubero     | 0  | 0               | 0               | 0      | 0                  | 0                             | 0              |
| 12 | Guardameta | Guillermo De Amores | 7  | 720             | 0               | 0      | 0                  | 0                             | 0              |
| 21 | Guardameta | Washington Aguerre  | 0  | 0               | 0               | 0      | 0                  | 0                             | 0              |

| #  | Pos            | Jugador                | PJ | Minutos Jugados | Goles | Asistencias | Tarjetas Amarillas | Doble Tarjeta Amarilla y Roja | Tarjetas Rojas |
| -- | -------------- | ---------------------- | -- | --------------- | ----- | ----------- | ------------------ | ----------------------------- | -------------- |
| 2  | Defensa        | Emiliano Velázquez     | 3  | 141             | 0     | 0           | 1                  | 0                             | 0              |
| 3  | Defensa        | Gastón Silva           | 7  | 720             | 0     | 1           | 0                  | 0                             | 0              |
| 4  | Defensa        | Guillermo Varela       | 7  | 625             | 0     | 0           | 1                  | 0                             | 0              |
| 5  | Centrocampista | Jim Varela             | 1  | 2               | 0     | 0           | 0                  | 0                             | 0              |
| 6  | Defensa        | Maximiliano Amondarain | 0  | 0               | 0     | 0           | 0                  | 0                             | 0              |
| 7  | Centrocampista | Leonardo Pais          | 7  | 654             | 0     | 0           | 0                  | 0                             | 0              |
| 8  | Centrocampista | Sebastián Cristóforo   | 7  | 588             | 0     | 1           | 1                  | 0                             | 0              |
| 9  | Delantero      | Diego Rolán            | 5  | 276             | 0     | 0           | 0                  | 0                             | 0              |
| 10 | Centrocampista | Giorgian De Arrascaeta | 7  | 558             | 2     | 2           | 1                  | 0                             | 0              |
| 11 | Delantero      | Nicolás López          | 7  | 654             | 4     | 2           | 0                  | 0                             | 0              |
| 13 | Centrocampista | Diego Laxalt           | 7  | 575             | 0     | 0           | 0                  | 0                             | 0              |
| 14 | Delantero      | Gonzalo Bueno          | 5  | 99              | 1     | 0           | 1                  | 0                             | 0              |
| 15 | Centrocampista | Gino Acevedo           | 7  | 598             | 1     | 0           | 1                  | 0                             | 0              |
| 16 | Defensa        | Lucas Olaza            | 1  | 20              | 0     | 0           | 0                  | 0                             | 0              |
| 17 | Defensa        | Gianni Rodríguez       | 7  | 700             | 0     | 0           | 1                  | 0                             | 0              |
| 18 | Delantero      | Rubén Bentancourt      | 1  | 23              | 1     | 1           | 0                  | 0                             | 0              |
| 19 | Defensa        | José María Giménez     | 7  | 674             | 0     | 0           | 1                  | 0                             | 0              |
| 20 | Delantero      | Felipe Avenatti        | 5  | 293             | 1     | 1           | 1                  | 0                             | 0              |

### Goleadores
| Jugador                | Goles | Asistencias | Minutos |
| ---------------------- | ----- | ----------- | ------- |
| Nicolás López          | 4     | 2           | 654'    |
| Giorgian De Arrascaeta | 2     | 2           | 558'    |
| Felipe Avenatti        | 1     | 1           | 293'    |
| Rubén Bentancourt      | 1     | 0           | 23'     |
| Gonzalo Bueno          | 1     | 0           | 99'     |
| Gino Acevedo           | 1     | 0           | 598'    |